# Hygrochroa gaveta
Hygrochroa gaveta är en fjärilsart som beskrevs av Paul Dognin 1894. Hygrochroa gaveta ingår i släktet Hygrochroa och familjen silkesspinnare. Inga underarter finns listade i Catalogue of Life.